# Laurie Metcalf

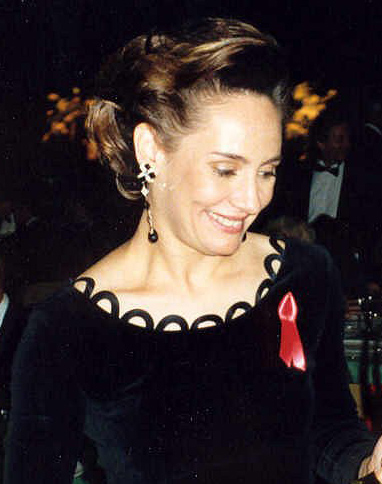
Laurie Metcalf (1992)

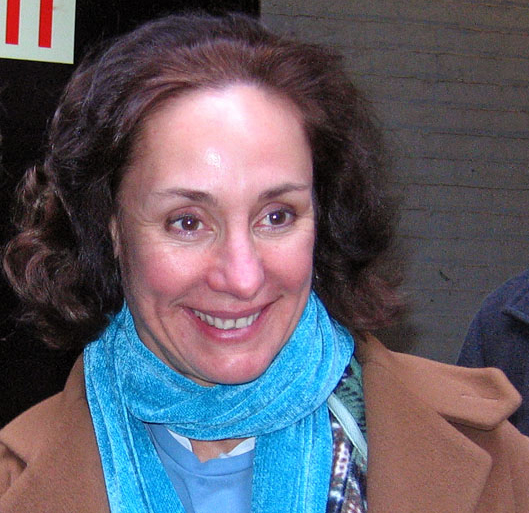
Laurie Metcalf (2008)

Lauren Elizabeth „Laurie“ Metcalf (* 16. Juni 1955 in Carbondale, Illinois) ist eine US-amerikanische Schauspielerin. Sie wurde unter anderem mit drei Emmy Awards und zwei Tony Awards ausgezeichnet.

## Leben
Metcalf studierte zuerst Deutsch und später Anthropologie an der Illinois State University und kam dort über ihre Kommilitonen John Malkovich, Glenne Headly, Joan Allen, Terry Kinney und Jeff Perry erstmals mit dem Theater in Berührung. Sie wechselte schließlich ins Studienfach Theater und begann ihre Karriere als Schauspielerin nach Abschluss ihres Studiums 1977 beim Theater in Chicago als Mitglied der Steppenwolf Theatre Company.
Von den Kritikern gefeiert wurde sie vor allem für ihre Rollen in Die Glasmenagerie (1979) und Balm in Gilead (1983). Ihre Rolle in Balm in Gilead brachte ihr 1984 einen Theatre World Award und einen Obie Award ein. Ab Mitte der 1980er-Jahre folgten auch größere Filmrollen in Filmen wie Susan … verzweifelt gesucht (1985), Making Mr. Right – Ein Mann à la Carte (1987), Allein mit Onkel Buck (1989), JFK – Tatort Dallas (1991) und Mistress – Die Geliebten von Hollywood (1992).
International bekannt wurde Metcalf ab 1988 vor allem durch ihre Rolle der Jackie Harris in der Comedyserie Roseanne. Für diese Rolle wurde sie 1992, 1993 und 1994 mit dem Emmy in der Kategorie „Beste Nebendarstellerin in einer Comedy-Serie“ ausgezeichnet. Nach dem Ende der Serie hatte sie 1997 einen markanten Auftritt als überdrehte Reporterin im Horrorfilm Scream 2.
Ihre Gastrollen der Cora in Monk und der Carolyn Bigsby in Desperate Housewives wurden 2006 und 2007 mit je einer weiteren Emmy-Nominierung belohnt. Seit 2007 trat sie in 14 Episoden der Fernsehserie The Big Bang Theory als Sheldons Mutter auf.
Für ihre Rolle der Marion McPherson in Greta Gerwigs Tragikomödie Lady Bird wurde sie 2017 mit zahlreichen Preisen als Beste Nebendarstellerin ausgezeichnet. Im gleichen Jahr stand sie für eine neunteilige Neuauflage von Roseanne erneut als Jackie Harris vor der Kamera und ist in dieser Rolle im Ableger The Conners zu sehen, von der bisher sechs Staffeln produziert wurden.
Neben ihren Engagements für Kino- und Fernsehproduktionen übernahm sie weiterhin auch Rollen in Theaterproduktionen.
Metcalf war von 1983 bis 1992 mit ihrem Steppenwolf-Kollegen Jeff Perry verheiratet. Aus der Ehe ging die Schauspielerin Zoe Perry hervor. Ab 1993 war Metcalf mit Matt Roth liiert, den sie bei den Dreharbeiten zu Roseanne kennengelernt hatte. Das Paar, das drei gemeinsame Kinder hat, trennte sich 2008. Die von Roth 2011 eingereichte Scheidung erfolgte im Mai 2014.

## Filmografie (Auswahl)
- 1978: Eine Hochzeit (A Wedding)
- 1985: Susan … verzweifelt gesucht (Desperately Seeking Susan)
- 1985: The Execution of Raymond Graham (Fernsehfilm)
- 1987: Ein Mann à la Carte (Making Mr. Right)
- 1988: Candy Mountain
- 1988: Stars and Bars – Der ganz normale amerikanische Wahnsinn (Stars and Bars)
- 1988: The Appointments of Dennis Jennings (Kurzfilm)
- 1988: Der letzte Outlaw (Miles from Home)
- 1988–1997, 2018: Roseanne (Fernsehserie, 227 Folgen)
- 1989: Allein mit Onkel Buck (Uncle Buck)
- 1990: Internal Affairs – Trau’ ihm, er ist ein Cop (Internal Affairs)
- 1990: Fremde Schatten (Pacific Heights)
- 1991: JFK – Tatort Dallas (JFK)
- 1992: Mistress – Die Geliebten von Hollywood (Mistress)
- 1993: Eine gefährliche Frau (A Dangerous Woman)
- 1994: Blink
- 1994: The Secret Life of Houses
- 1995: Leaving Las Vegas
- 1995: Toy Story (Stimme)
- 1996: Hilfe, ich komm' in den Himmel (Dear God)
- 1997: U-Turn – Kein Weg zurück (U-Turn)
- 1997: Chicago Cab
- 1997: Scream 2
- 1997: Dharma & Greg (Fernsehserie, Folge 1x11 Instant Dharma)
- 1998: Mit dem Rücken an der Wand (Always Outnumbered, Fernsehfilm)
- 1998: The Long Island Incident (Fernsehfilm)
- 1998: Bulworth
- 1998: Hinterm Mond gleich links (3rd Rock from the Sun, Fernsehserie, 3 Folgen: 4.05, 4.06, 4.07)
- 1999: Harvey's Zauberballons (Balloon Farm, Fernsehfilm)
- 1999: Die Braut, die sich nicht traut (Runaway Bride)
- 1999: Toy Story 2 (Stimme)
- 1999–2001: The Norm Show (Fernsehserie, 54 Folgen)
- 2000–2001: God, the Devil and Bob (Fernsehserie, 13 Folgen)
- 2002: Two Families (Fernsehfilm)
- 2002: Der Schatzplanet (Treasure Planet, Stimme)
- 2003: Phil at the Gate (Fernsehfilm)
- 2003: Charlie Lawrence (Fernsehserie, 6 Folgen)
- 2004: Malcolm mittendrin (Malcolm in the Middle, Fernsehserie, Folge 5x13 Lois’ Sister)
- 2004: Absolutely Fabulous (Fernsehserie, Folge 5x09 White Box)
- 2004: Frasier (Fernsehserie, Folge 11x15 Caught in the Act)
- 2005: Without a Trace – Spurlos verschwunden (Without a Trace, Fernsehserie, Folge 4x08 A Day in the Life)
- 2006: Steel City
- 2006: Monk (Fernsehserie, Folge 4x11 Mr. Monk Bumps His Head)
- 2006: Grey’s Anatomy (Fernsehserie, Folge 2x22 The Name of the Game)
- 2006: Beer League
- 2006: Desperate Housewives (Fernsehserie, 4 Folgen)
- 2007: Triff die Robinsons (Meet the Robinsons, Stimme)
- 2007: Georgias Gesetz (Georgia Rule)
- 2007–2019 The Big Bang Theory (Fernsehserie, 14 Folgen)
- 2008: Stop-Loss
- 2008–2009: Easy Money (Fernsehserie, 8 Folgen)
- 2010: Toy Story 3 (Stimme)
- 2013–2015: Getting On – Fiese alte Knochen (Getting On, Fernsehserie, 18 Folgen)
- 2014–2015: The Mccarthy's (Fernsehserie, 15 Folgen)
- 2016: Horace and Pete (Fernsehserie, Folge 1x03)
- 2017: Portlandia (Fernsehserie, Folge 7x06)
- 2017: Lady Bird
- 2018: American Dad (Fernsehserie, Folge 14x04, Stimme)
- 2018: Supergirl (Fernsehserie, 2 Folgen)
- 2018–2025: Die Conners (The Conners, Fernsehserie)
- 2019: A Toy Story: Alles hört auf kein Kommando (Toy Story 4, Stimme)
- 2020–2022: The Accidental Wolf (Fernsehserie)
- 2021: Q-Force (Fernsehserie, 10 Folgen, Stimme)
- 2022: The Dropout (Miniserie, 3 Folgen)
- 2022:  Hacks (Fernsehserie, 2 Folgen)
- 2022: Somewhere in Queens
- 2024: Elsbeth (Fernsehserie, Folge 2x8 Toil and Trouble)

## Auszeichnungen und Nominierungen
Oscar
- 2018: Nominierung als beste Nebendarstellerin für Lady Bird

Golden Globe Award
- 1994: Nominierung als beste Nebendarstellerin – Serie, Mini-Serie oder TV-Film für Roseanne
- 1996: Nominierung als beste Nebendarstellerin – Serie, Mini-Serie oder TV-Film für Roseanne
- 2018: Nominierung als beste Nebendarstellerin für Lady Bird

Emmy
- 1992: Beste Nebendarstellerin in einer Comedyserie für Roseanne
- 1993: Beste Nebendarstellerin in einer Comedyserie für Roseanne
- 1994: Beste Nebendarstellerin in einer Comedyserie für Roseanne
- 1995: Nominierung als beste Nebendarstellerin in einer Comedyserie für Roseanne
- 1999: Nominierung als beste Gastdarstellerin in einer Comedyserie für Hinterm Mond gleich links
- 2006: Nominierung als beste Gastdarstellerin in einer Comedyserie für Monk
- 2007: Nominierung als beste Gastdarstellerin in einer Comedyserie für Desperate Housewives
- 2016: Nominierung als beste Hauptdarstellerin in einer Comedyserie für Getting On – Fiese alte Knochen
- 2016: Nominierung als beste Gastdarstellerin in einer Comedyserie für The Big Bang Theory
- 2016: Nominierung als beste Gastdarstellerin in einer Dramaserie für Horace and Pete
- 2018: Nominierung als beste Nebendarstellerin in einer Comedyserie für Roseanne

Tony Award
- 2008: Nominierung als beste Nebendarstellerin für November
- 2013: Nominierung als beste Hauptdarstellerin für The Other Place
- 2016: Nominierung als beste Hauptdarstellerin für Misery
- 2017: Beste Hauptdarstellerin für A Doll’s House, Part 2
- 2018: Beste Nebendarstellerin für Three Tall Woman

British Academy Film Award
- 2018: Nominierung als beste Nebendarstellerin für Lady Bird

Screen Actors Guild Award
- 2009: Nominierung als bestes Schauspielensemble in einer Comedyserie für Desperate Housewives
- 2018: Nominierung als bestes Schauspielensemble für Lady Bird
- 2018: Nominierung als beste Nebendarstellerin für Lady Bird

Critics’ Choice Television Award
- 2015: Nominierung als beste Gastdarstellerin in einer Comedyserie für The Big Bang Theory
- 2019: Nominierung als beste Nebendarstellerin in einer Comedyserie für Die Conners